# Campandré-Valcongrain
Campandré-Valcongrain település Franciaországban, Calvados megyében. Lakosainak száma 90 fő (2018. január 1.). Campandré-Valcongrain Bonnemaison, Cauville, Hamars, Le Plessis-Grimoult, Roucamps és Saint-Martin-de-Sallen községekkel határos.

## Népesség
A település népességének változása:
| Lakosok száma | 111  | 98   | 98   | 80   | 87   | 109  | 108  | 103  | 91   | 90   |
|               | 1968 | 1975 | 1982 | 1990 | 1999 | 2011 | 2013 | 2015 | 2017 | 2018 |